# Западный (посёлок, Свердловск-44)
За́падный — микрорайон (посёлок), входивший в состав закрытого города Свердловска-44 (ныне Новоуральск). Располагался на территории окраины посёлка Верх-Нейвинский. Ныне территория находится в землях Бунарского и частично Автозаводского районов города.

## Географическое положение
Располагался в западной части Свердловска-44, что отразилось в названии посёлка сонаправленно современной Автозаводской улице, которая разделяет два района. Ей соответствовала улица Баумана. Параллельно улице Баумана со стороны Автозаводского района пролегала Си(м)бирская улица, а со стороны Бунарского — улицы Киевская, Таёжная и Шота Руставели. Последние проходили перпендикулярно современной Комсомольской улице.

## История
На карте будущего города Новоуральска 1948—1949 гг. Западного посёлка ещё не было. Западный стал одним из самых последних по времени строительства посёлков, составивших новый город. Появился посёлок в 1950-х годах.
Западный посёлок состоял из нескольких улиц, расположенных параллельно друг другу: Шота Руставели, Таёжной, Киевской, Баумана и Сибирской (или Симбирской). По словам новоуральского краеведа, Павла Анатольевича Исакова последняя улица называлась именно Симбирской, однако на карте 1955 года она обозначена как Сибирская. На этой же карте был обозначен ручеёк, который бежал вдоль улицы Баумана. Названия он не имел. В настоящее время данного ручья не существует. Вероятно, он был осушен или убран в трубу. Дорога по улице Баумана в то время уже была асфальтированной.
Первые улицы Западного посёлка представляли собой ряды одноэтажных домов, за которыми располагались огороды и сараи. Как и в Северном посёлке, дома были шести- и восьмиквартирными. Жилые постройки называли бараками, но на обычные бараки с общими коридорами дома похожи не были, так как у каждой квартиры был свой вход с крыльцом. Также в квартирах были отдельные печи с дымоходами. Сами квартиры были двухкомнатными. Туалеты располагались на улице.
В Западном посёлке были столовая и магазин, располагаясь на месте пятиэтажных домов 18, 20 и 22 по Автозаводской улице. Детского сада и школы в посёлке не имелось. В детские сады детей водили в другие части города, чаще всего в детский садик около магазина «Аквариум». Ближайшая школа № 62 была открыта лишь в 1962 году.
В районе пятиэтажного дома № 2 по Автозаводской улицы в то время располагался глиняный карьер, заполненный водой. Он привлекал местную детвору, которая здесь плескалась и плавала на плотах. Ребятня играла и на детских площадках, которые были построены между некоторыми домами. В то время детские площадки выглядели довольно скромно: песочница, качели и «грибок». В некоторых дворах были установлены качели-лодочки.
За Западным посёлком в то время проходила охраняемая граница города, тянулся забор с колючей проволокой. В настоящее же время городская застройка простирается ещё западнее от бывшей охраняемой зоны. Забор тянулся от современного дома № 1 на улице Сергея Дудина до дома № 1 на Промышленной улице. Между Си(м)бирской улицей и забором были огороды. Здесь же была проходная. Через неё жители выходили из города и ходили в лес за ягодами и грибами, на Бакушную и Кирпичную горы.